# Myadestes myadestinus
El solitario kamao o kāmaʻo (Myadestes myadestinus) es una especie extinta de ave paseriforme de la familia Turdidae. Era endémica de la isla de Kauaʻi del archipiélago de Hawái.

## Declive y desaparición
Su extinción es como la del O’o de Kaua’i (moho braccatus). A finales de 1800 se consideraba el ave más común de Kauaʻi, encontrándose por todas las zonas de la isla, pero el desmonte de las tierras y la malaria aviar provocada por mosquitos introducidos diezmó a estas aves. Los animales introducidos como los cerdos salvajes y ratas también contribuyeron a la desaparición de la especie. La competencia de la especie con otras aves introducidas también puedo haber incrementado su declive.
El kāmaʻo está clasificado como extinto. El último avistamiento probable se produjo en 1989 en la reserva Alakaʻi, su último bastión.